# Manoir de Créac'hingar
Le manoir de Créac'hingar est un manoir situé sur la commune de Tréflaouénan dans le Finistère.

## Situation
Le manoir est situé à 600 m au nord-ouest de la commune de Tréflaouénan.

## Description
Le manoir date des XVIe  et  XVIIe siècles. Il est construit en granit, et son plan en L laisse voir un escalier droit en granit, une grande salle puis une plus petite toute en longueur et un appentis. À l'étage, on trouve une petite pièce ornée d'une cheminée appelée chapelle car elle aurait peut-être servi de chapelle clandestine lors de la révolution.
Le manoir de Créac'hingar est inscrit monument historique le 31 décembre 1979.